# Copa de Alemania 2013-14
La DFB-Pokal 2013-14 fue la 71.ª edición de esta competición anual de la Copa de Alemania. Se inició el 2 de agosto de 2013 con la primera ronda y finalizó el 17 de mayo de 2014 en el Estadio Olímpico de Berlín. El campeón fue el FC Bayern Múnich, que venció al Borussia Dortmund por 2-0 con goles de Arjen Robben y Thomas Müller.

## Calendario
Las diferentes rondas fueron programadas de la siguiente forma:
- Primera ronda: 2 al 5 de agosto de 2013
- Segunda ronda: 24 y 25 de septiembre de 2013
- Tercera ronda: 3 y 4 de diciembre de 2013
- Cuartos de final: 11 y 12 de febrero de 2014
- Semifinal: 15 y 16 de abril de 2014
- Final: 17 de mayo de 2014

## Equipos participantes
Participaron 64 equipos: los 18 clubes de la 1. Bundesliga 2012/13, los 17 conjuntos de la 2. Bundesliga 2012/13, los cuatro mejores conjuntos de la 3. Liga 2012/13 y los vencedores de las 22 competiciones regionales (24 equipos en total).
1. Bundesliga
| - FC Bayern Múnich - BV Borussia Dortmund - FC Schalke 04 - Borussia Mönchengladbach - Bayer Leverkusen - VfB Stuttgart | - Hannover 96 - VfL Wolfsburgo - Werder Bremen - Núremberg - Hoffenheim - Friburgo | - Maguncia 05 - Augsburgo - Hamburgo - Eintracht Fráncfort - Fortuna Düsseldorf - Greuther Fürth |

2. Bundesliga
| - Hertha Berlín - Eintracht Braunschweig - Kaiserslautern - 1860 Múnich - VfR Aalen - Colonia | - St. Pauli - Paderborn 07 - Union Berlin - MSV Duisburg - Bochum - Ingolstadt 04 | - FSV Frankfurt - Energie Cottbus - Erzgebirge Aue - Jahn Regensburg - SV Sandhausen - Dinamo Dresde2 (Excluido) |

3. Liga
| - Arminia Bielefeld - Karlsruher SC - VfL Osnabrück - Preußen Münster |

Regionales
| - Nöttingen (BFV-Hoepfner-Cup - Baden Norte) - TSV 1860 Rosenheim (Bayerischer Toto-Pokal - Baviera) - FV Illertissen1 (Baviera) - BFC Dynamo (Berliner Landespokal - Berlín) - FSV Optik Rathenow (Brandenburgischer Landespokal - Brandenburgo) - SG Aumund-Vegesack (Bremer Pokal - Bremen) - Victoria Hamburg (Hamburger Pokal - Hamburgo) - Darmstadt 98 (Hessenpokal - Hesse) - TSG Neustrelitz (Mecklenburg-Vorpommern-Pokal - Mecklemburgo-Pomerania Occidental) - Fortuna Köln (Mittelrheinpokal - Mittelrhein) - Sportfreunde Baumberg (Diebels-Niederrheinpokal - Niederrhein) - Wilhelmshaven (Niedersachsenpokal - Baja Sajonia) - BSV Schwarz-Weiß Rehden1 (Baja Sajonia) | - Eintracht Trier (Rheinlandpokal - Renania) - Saarbrücken (Saarlandpokal - Sarre) - RB Leipzig (Sachsenpokal - Sajonia) - 1. FC Magdeburg (Sachsen-Anhalt-Pokal - Sajonia-Anhalt) - VfR Neumünster (SHFV-Pokal - Schleswig-Holstein) - Bahlinger SC (Südbadischer Pokal - Bande Sur) - TSG Pfeddersheim (Südwestpokal - Renania-Palatinado) - SV SCHOTT Jena (TFV-Pokal - Turingia) - SC Wiedenbrück1 (Westfalenpokal - Westfalia) - SV Lippstadt 081 (Westfalia) - 1. FC Heidenheim4 (WFV-Pokal - Württemberg) - Neckarsulmer SU3 (Württemberg) |

Notas al pie
1 Las tres regiones con más equipos participantes (Baviera, Baja Sajonia y Westfalia) pudieron incluir dos equipos en la competición.

2 El Dinamo Dresde fue excluido de la competición como consecuencia de los incidentes que involucraron a sus seguidores durante y después del encuentro que disputaron en la segunda ronda con el Hannover 96 en la edición anterior. 

3 Debido a la suspensión del Dinamo Dresde, en su reemplazo la región de Württemberg logró incluir a un equipo más para la competición.

## Sistema de juego
Los equipos se enfrentan en un solo partido por ronda. En caso de empate en tiempo reglamentario, se añadirán dos tiempos suplementarios de quince minutos cada uno y si el encuentro sigue igualado, la tanda de penaltis definirá que equipo avanza a la siguiente fase.
Para la primera ronda (equivalente a los trentaidosavos de final), los 64 equipos participantes se dividieron en dos bombos. En el primer bombo se incluyeron los equipos que clasificaron a través de los campeonatos regionales, los mejores cuatro de la 3. Liga y los últimos cuatro de las 2. Bundesliga. Cada equipo se enfrentó a otro perteneciente al segundo bombo, que incluye los otros 14 de la 2. Bundesliga y los 18 clubes de la 1. Bundesliga. Los clubes del primer bombo ejercieron la localía en el proceso.
La fórmula de los "dos bombos" se aplicó también para la segunda ronda, con los equipos restantes de la 3. Liga en el primer bombo y los demás equipos en el segundo. Una vez se vacíe uno de los bombos, los equipos restantes se enfrentarán unos contra otros. Si algún conjunto de tercera/amateur continúa en la competición, ejercerá la localía siempre.

## Primera ronda
El sorteo se llevó a cabo el 15 de junio de 2013.
| 2 de agosto de 2013, 19:00 | Osnabrück                              | 3:0 (2:0) | Erzgebirge Aue | Osnatel-Arena, Osnabrück                                    |                                                             |
|                            | Dániel Nagy 5' 67' · Andreas Spann 21' | Reporte   |                | Asistencia: 8.086 espectadores Árbitro(s): Bastiann Dankert | Asistencia: 8.086 espectadores Árbitro(s): Bastiann Dankert |

| 2 de agosto de 2013, 19:00 | Heidenheim        | 1:1 (0:0, 1:1) (t. s.)(3:4 p.) | TSV 1860 Múnich        | Voith-Arena, Heidenheim an der Brenz                    |                                                         |
|                            | Tim Göhlert 90+1' | Reporte                        | Moritz Stoppelkamp 50' | Asistencia: 10.000 espectadores Árbitro(s): Harm Osmers | Asistencia: 10.000 espectadores Árbitro(s): Harm Osmers |

| 2 de agosto de 2013, 20:00 | RB Leipzig | 0:2 (0:1) | Augsburgo                           | Red Bull Arena, Leipzig                                    |                                                            |
|                            |            | Reporte   | Jan Callsen 5' · Halil Altıntop 70' | Asistencia: 30.307 espectadores Árbitro(s): Tobias Stieler | Asistencia: 30.307 espectadores Árbitro(s): Tobias Stieler |

| 3 de agosto de 2013, 15:30 | Sportfreunde Baumberg | 1:4 (0:2) | Ingolstadt 04                                                           | Ulrich-Haberland-Stadion, Leverkusen                    |                                                         |
|                            | Uwe Brüggemann 53'    | Reporte   | Tamás Hajnal 14' · Ümit Korkmaz 42' · Caiuby 77' · Manuel Schäffler 89' | Asistencia: 2.488 espectadores Árbitro(s): Sören Storks | Asistencia: 2.488 espectadores Árbitro(s): Sören Storks |

| 3 de agosto de 2013, 15:30 | Aumund-Vegesack | 0:9 (0:0) | Hoffenheim | Weserstadion Platz 11, Bremen                             |                                                           |
|                            |                 | Reporte   | Roberto Firmino 52' 66' · Anthony Modeste 56' 58' · David Abraham 70' · Sven Schipplock 80' 81' · Kai Herdling 85' 86' | Asistencia: 4.500 espectadores Árbitro(s): Martin Thomsen | Asistencia: 4.500 espectadores Árbitro(s): Martin Thomsen |

| 3 de agosto de 2013, 15:30 | Neckarsulmer Sport-Union | 0:7 (0:2) | Kaiserslautern                                                                                        | Frankenstadion Heilbronn, Heilbronn                   |                                                       |
|                            |                          | Reporte   | Mohammadou Idrissou 28' (pen.) 84' · Marcel Gaus 38' 66' · Karim Matmour 47' · Olivier Occéan 76' 77' | Asistencia: 9.283 espectadores Árbitro(s): René Rohde | Asistencia: 9.283 espectadores Árbitro(s): René Rohde |

| 3 de agosto de 2013, 15:30 | Lippstadt 08         | 1:6 (1:3) | Bayer Leverkusen                                                                  | Stadion am Waldschlösschen, Lippstadt                    |                                                          |
|                            | Benjamin Kolodzig 6' | Reporte   | Lars Bender 5' · Sidney Sam 24' 81' · Stefan Kießling 41' 86' · Son Heung-Min 63' | Asistencia: 3.700 espectadores Árbitro(s): Tobias Christ | Asistencia: 3.700 espectadores Árbitro(s): Tobias Christ |

| 3 de agosto de 2013, 15:30 | Fortuna Köln    | 1:2 (1:1) | Maguncia 05                                       | Südstadion, Colonia                                          |                                                              |
|                            | Thomas Kraus 6' | Reporte   | Nicolai Müller 15' · Eric Maxim Choupo-Moting 87' | Asistencia: 6.712 espectadores Árbitro(s): Bibiana Steinhaus | Asistencia: 6.712 espectadores Árbitro(s): Bibiana Steinhaus |

| 3 de agosto de 2013, 15:30 | TSG Neustrelitz | 0:2 (0:0, 0:0) (t. s.) | Friburgo           | Parkstadion, Neustrelitz                                 |                                                          |
|                            |                 | Reporte                | Hendrick Zuck 115' | Asistencia: 4.479 espectadores Árbitro(s): Aarne Aarnink | Asistencia: 4.479 espectadores Árbitro(s): Aarne Aarnink |

| 3 de agosto de 2013, 15:30 | Magdeburgo | 0:1 (0:0) | Energie Cottbus    | MDCC-Arena, Magdeburg                                      |                                                            |
|                            |            | Reporte   | Erik Jendrišek 84' | Asistencia: 12.044 espectadores Árbitro(s): Daniel Siebert | Asistencia: 12.044 espectadores Árbitro(s): Daniel Siebert |

| 3 de agosto de 2013, 15:30 | Wilhelmshaven | 0:3 (0:0) | Borussia Dortmund                                                  | Jade-Stadion, Wilhelmshaven                               |                                                           |
|                            |               | Reporte   | Kevin Großkreutz 71' · Marvin Ducksch 83' · Robert Lewandowski 90' | Asistencia: 7.500 espectadores Árbitro(s): Benjamin Brand | Asistencia: 7.500 espectadores Árbitro(s): Benjamin Brand |

| 3 de agosto de 2013, 15:30 | Bahlinger                    | 1:3 (0:2) | Bochum                                   | Kaiserstuhlstadion, Bahlingen                             |                                                           |
|                            | Pierre-Christoph Göppert 90' | Reporte   | Piotr Cwielong 17' 31' · Danny Latza 63' | Asistencia: 3.780 espectadores Árbitro(s): Malte Dittrich | Asistencia: 3.780 espectadores Árbitro(s): Malte Dittrich |

| 3 de agosto de 2013, 18:00 | TSV 1860 Rosenheim | 0:2 (0:0) | Aalen                                  | Jahnstadion, Rosenheim                                    |                                                           |
|                            |                    | Reporte   | Manuel Junglas 51' · Michael Klauß 85' | Asistencia: 4.000 espectadores Árbitro(s): Thorben Siewer | Asistencia: 4.000 espectadores Árbitro(s): Thorben Siewer |

| 3 de agosto de 2013, 20:30 | Eintracht Trier | 0:2 (0:0) | Köln                                     | Moselstadion, Tréveris                                      |                                                             |
|                            |                 | Reporte   | Marcel Risse 48' (pen.) · Maxi Thiel 87' | Asistencia: 10.949 espectadores Árbitro(s): Martin Petersen | Asistencia: 10.949 espectadores Árbitro(s): Martin Petersen |

| 3 de agosto de 2013, 20:30 | Karlsruher        | 1:3 (0:1) | Wolfsburgo                                          | Wildparkstadion, Karlsruhe                               |                                                          |
|                            | Selçuk Alibaz 90' | Reporte   | Ivan Perišić 14' · Diego 69' · Marcel Schäfer 90+2' | Asistencia: 15.710 espectadores Árbitro(s): Jochen Drees | Asistencia: 15.710 espectadores Árbitro(s): Jochen Drees |

| 4 de agosto de 2013, 14:30 | TSG Pfeddersheim | 0:2 (0:1) | Greuther Fürth                         | EWR-Arena, Worms                                              |                                                               |
|                            |                  | Reporte   | Zsolt Korcsmár 32' · Nikola Đurđić 84' | Asistencia: 2.700 espectadores Árbitro(s): Thorsten Schriever | Asistencia: 2.700 espectadores Árbitro(s): Thorsten Schriever |

| 4 de agosto de 2013, 14:30 | Saarbrücken                                               | 3:1 (1:0, 1:1) (t. s.) | Werder Bremen       | Stadion Ludwigspark, Sarrebruck                            |                                                            |
|                            | Nils Fischer 45' · Tim Stegerer 105' · Marcel Ziemer 112' | Reporte                | Sebastian Prödl 59' | Asistencia: 15.424 espectadores Árbitro(s): Robert Kempter | Asistencia: 15.424 espectadores Árbitro(s): Robert Kempter |

| 4 de agosto de 2013, 14:30 | Darmstadt 98 | 0:0 (t. s.)(5:4 p.) | Borussia Mönchengladbach | Stadion am Böllenfalltor, Darmstadt                          |                                                              |
|                            |              | Reporte             |                          | Asistencia: 16.500 espectadores Árbitro(s): Frank Willenborg | Asistencia: 16.500 espectadores Árbitro(s): Frank Willenborg |

| 4 de agosto de 2013, 14:30 | Arminia Bielefeld                          | 2:1 (1:0) | Eintracht Braunschweig | SchücoArena, Bielefeld                                  |                                                         |
|                            | Sebastian Hille 36' · Tim Jerat 72' (pen.) | Reporte   | Timo Perthel 66'       | Asistencia: 19.091 espectadores Árbitro(s): Felix Brych | Asistencia: 19.091 espectadores Árbitro(s): Felix Brych |

| 4 de agosto de 2013, 14:30 | Victoria Hamburg | 0:2 (0:0) | Hannover 96                               | Stadion Hoheluft, Hamburgo                              |                                                         |
|                            |                  | Reporte   | Artur Sobiech 69' · Szabolcs Huszti 90+3' | Asistencia: 4.785 espectadores Árbitro(s): Marcel Unger | Asistencia: 4.785 espectadores Árbitro(s): Marcel Unger |

| 4 de agosto de 2013, 16:00 | SCHOTT Jena | 0:4 (0:0) | Hamburgo                                                                     | Ernst-Abbe-Sportfeld, Jena                                    |                                                               |
|                            |             | Reporte   | Artoms Rudņevs 72' 76' · Rafael van der Vaart 79' · Jacques Zoua Daogari 83' | Asistencia: 11.800 espectadores Árbitro(s): Christian Leicher | Asistencia: 11.800 espectadores Árbitro(s): Christian Leicher |

| 4 de agosto de 2013, 16:00 | Wiedenbrück            | 1:0 (0:0) | Fortuna Düsseldorf | Heidewaldstadion, Gütersloh                          |                                                      |
|                            | Marwin Studtrucker 90' | Reporte   |                    | Asistencia: 6.850 espectadores Árbitro(s): Arno Blos | Asistencia: 6.850 espectadores Árbitro(s): Arno Blos |

| 4 de agosto de 2013, 16:00 | Optik Rathenow    | 1:3 (0:1, 1:1) (t. s.) | Frankfurt                                     | Stadion Vogelgesang, Rathenow                             |                                                           |
|                            | Hakan Cankaya 62' | Reporte                | Mathew Leckie 21' 113' · Edmond Kapllani 117' | Asistencia: 2.006 espectadores Árbitro(s): Sven Jablonski | Asistencia: 2.006 espectadores Árbitro(s): Sven Jablonski |

| 4 de agosto de 2013, 16:00 | BFC Dynamo | 0:2 (0:1) | VfB Stuttgart          | Friedrich-Ludwig-Jahn-Sportpark, Berlín                   |                                                           |
|                            |            | Reporte   | Vedad Ibišević 40' 76' | Asistencia: 9.227 espectadores Árbitro(s): Guido Winkmann | Asistencia: 9.227 espectadores Árbitro(s): Guido Winkmann |

| 4 de agosto de 2013, 16:00 | VfR Neumünster                            | 2:3 (1:2, 2:2) (t. s.) | Hertha Berlín                               | Grümmi-Arena, Neumünster                                   |                                                            |
|                            | Michél Harrer 5' · Christopher Kramer 58' | Reporte                | Änis Ben-Hatira 16' 30' · Sami Allagui 120' | Asistencia: 5.446 espectadores Árbitro(s): Benjamin Cortus | Asistencia: 5.446 espectadores Árbitro(s): Benjamin Cortus |

| 4 de agosto de 2013, 18:30 | FV Illertissen | 0:2 (0:0) | Eintracht Fráncfort               | SGL arena, Augsburgo                                       |                                                            |
|                            |                | Reporte   | Joselu 64' · Sebastian Rode 90+2' | Asistencia: 6.180 espectadores Árbitro(s): Patrick Ittrich | Asistencia: 6.180 espectadores Árbitro(s): Patrick Ittrich |

| 4 de agosto de 2013, 18:30 | Preußen Münster    | 1:0 (1:0) | St. Pauli | Preußenstadion, Münster                                   |                                                           |
|                            | Matthew Taylor 31' | Reporte   |           | Asistencia: 15.000 espectadores Árbitro(s): Robert Kampka | Asistencia: 15.000 espectadores Árbitro(s): Robert Kampka |

| 4 de agosto de 2013, 20:30 | Sandhausen           | 1:1 (0:1, 1:1) (t. s.)(4:3 p.) | Núremberg          | Hardtwaldstadion, Sandhausen                                  |                                                               |
|                            | Julian Schauerte 58' | Reporte                        | Daniel Ginczek 27' | Asistencia: 7.300 espectadores Árbitro(s): Norbert Grudzinski | Asistencia: 7.300 espectadores Árbitro(s): Norbert Grudzinski |

| 5 de agosto de 2013, 18:30 | Duisburgo                                | 2:3 (1:2) | Paderborn 07                                                | Schauinsland-Reisen-Arena, Duisburg                           |                                                               |
|                            | Michael Gardawski 32' · Filip Oršula 90' | Reporte   | Daniel Brückner 37' · Rick ten Voorde 38' · Jens Wemmer 80' | Asistencia: 17.191 espectadores Árbitro(s): Markus Wingenbach | Asistencia: 17.191 espectadores Árbitro(s): Markus Wingenbach |

| 5 de agosto de 2013, 18:30 | Jahn Regensburg         | 1:2 (1:2) | Union Berlín                           | Städtisches Jahnstadion, Ratisbona                     |                                                        |
|                            | Abdenour Amachaibou 19' | Reporte   | Sören Brandy 22' · Benjamin Köhler 42' | Asistencia: 6.249 espectadores Árbitro(s): Tobias Welz | Asistencia: 6.249 espectadores Árbitro(s): Tobias Welz |

| 5 de agosto de 2013, 18:30 | Nöttingen | 0:2 (0:1) | Schalke 04                                    | Wildparkstadion, Karlsruhe                                  |                                                             |
|                            |           | Reporte   | Klaas-Jan Huntelaar 30' · Leon Goretzka 90+4' | Asistencia: 12.470 espectadores Árbitro(s): Christian Dietz | Asistencia: 12.470 espectadores Árbitro(s): Christian Dietz |

| 5 de agosto de 2013, 20:30 | Schwarz-Weiß Rehden | 0:5 (0:2) | Bayern Múnich                                                             | Osnatel-Arena, Osnabrück                                        |                                                                 |
|                            |                     | Reporte   | Xherdan Shaqiri 18' · Thomas Müller 45' 59' (pen.) 64' · Arjen Robben 88' | Asistencia: 16.600 espectadores Árbitro(s): Christian Bandurski | Asistencia: 16.600 espectadores Árbitro(s): Christian Bandurski |

## Segunda ronda
El sorteo se llevó a cabo el 25 de agosto de 2013.
| 24 de septiembre de 2013, 19:00 | Preußen Münster | 0:3 (0:1) | Augsburgo                      | Preußenstadion, Münster                                  |                                                          |
|                                 |                 | Reporte   | Werner 45+1' 58' · Mölders 59' | Asistencia: 14.380 espectadores Árbitro(s): Knut Kircher | Asistencia: 14.380 espectadores Árbitro(s): Knut Kircher |

| 24 de septiembre de 2013, 19:00 | Wiedenbrück | 1:3 (1:0) | Sandhausen                  | Heidewaldstadion, Gütersloh                                 |                                                             |
|                                 | Sumelka 40' | Reporte   | Jovanovic 62' 68' · Ulm 66' | Asistencia: 1.807 espectadores Árbitro(s): Frank Willenborg | Asistencia: 1.807 espectadores Árbitro(s): Frank Willenborg |

| 24 de septiembre de 2013, 19:00 | TSV 1860 Múnich | 0:2 (0:0, 0:0) (t. s.) | Borussia Dortmund                        | Allianz Arena, Múnich                                      |                                                            |
|                                 |                 | Reporte                | Aubameyang 105' (pen.) · Mkhitaryan 107' | Asistencia: 71.000 espectadores Árbitro(s): Michael Weiner | Asistencia: 71.000 espectadores Árbitro(s): Michael Weiner |

| 24 de septiembre de 2013, 19:00 | Wolfsburgo                 | 2:0 (1:0) | Aalen | Volkswagen Arena, Wolfsburgo                           |                                                        |
|                                 | Diego 45+1' · T. Klose 82' | Reporte   |       | Asistencia: 6.718 espectadores Árbitro(s): Günter Perl | Asistencia: 6.718 espectadores Árbitro(s): Günter Perl |

| 24 de septiembre de 2013, 20:30 | Arminia Bielefeld | 0:2 (0:0) | Bayer Leverkusen                   | SchücoArena, Bielefeld                                    |                                                           |
|                                 |                   | Reporte   | Son Heung-Min 62' · Sidney Sam 89' | Asistencia: 23.710 espectadores Árbitro(s): Florian Meyer | Asistencia: 23.710 espectadores Árbitro(s): Florian Meyer |

| 24 de septiembre de 2013, 20:30 | Hamburgo    | 1:0 (0:0) | Greuther Fürth | Imtech Arena, Hamburgo                                       |                                                              |
|                                 | Lasogga 64' | Reporte   |                | Asistencia: 26.842 espectadores Árbitro(s): Sascha Stegemann | Asistencia: 26.842 espectadores Árbitro(s): Sascha Stegemann |

| 24 de septiembre de 2013, 20:30 | Maguncia 05 | 0:1 (0:0) | Köln      | Coface Arena, Mainz                                         |                                                             |
|                                 |             | Reporte   | Risse 53' | Asistencia: 22.782 espectadores Árbitro(s): Peter Gagelmann | Asistencia: 22.782 espectadores Árbitro(s): Peter Gagelmann |

| 24 de septiembre de 2013, 20:30 | Hoffenheim                                | 3:0 (0:0, 0:0) (t. s.) | Energie Cottbus | Rhein-Neckar-Arena, Sinsheim                             |                                                          |
|                                 | Süle 96' · Firmino 104' · Schipplock 118' | Reporte                |                 | Asistencia: 11.580 espectadores Árbitro(s): Peter Sippel | Asistencia: 11.580 espectadores Árbitro(s): Peter Sippel |

| 25 de septiembre de 2013, 19:00 | Saarbrücken      | 2:1 (2:0) | Paderborn 07 | Stadion Ludwigspark, Saarbrücken                           |                                                            |
|                                 | Rathgeber 7' 38' | Reporte   | Saglik 72'   | Asistencia: 7.300 espectadores Árbitro(s): Robert Hartmann | Asistencia: 7.300 espectadores Árbitro(s): Robert Hartmann |

| 25 de septiembre de 2013, 19:00 | Eintracht Fráncfort   | 2:0 (2:0) | Bochum | Commerzbank-Arena, Frankfurt                               |                                                            |
|                                 | Inui 23' · Aigner 25' | Reporte   |        | Asistencia: 28.100 espectadores Árbitro(s): Guido Winkmann | Asistencia: 28.100 espectadores Árbitro(s): Guido Winkmann |

| 25 de septiembre de 2013, 19:00 | Frankfurt | 0:2 (0:1) | Ingolstadt 04            | Frankfurter Volksbank Stadion, Frankfurt                     |                                                              |
|                                 |           | Reporte   | Hajnal 28' · Hofmann 47' | Asistencia: 3.090 espectadores Árbitro(s): Christian Dinkert | Asistencia: 3.090 espectadores Árbitro(s): Christian Dinkert |

| 25 de septiembre de 2013, 19:00 | Kaiserslautern                          | 3:1 (0:1) | Hertha Berlín | Fritz-Walter-Stadion, Kaiserslautern                          |                                                               |
|                                 | Idrissou 52' · Matmour 63' · Occean 83' | Reporte   | Niemeyer 25'  | Asistencia: 24.291 espectadores Árbitro(s): Thorsten Kinhöfer | Asistencia: 24.291 espectadores Árbitro(s): Thorsten Kinhöfer |

| 25 de septiembre de 2013, 20:30 | Osnabrück | 0:1 (0:1) | Union Berlín          | Osnatel-Arena, Osnabrück                                      |                                                               |
|                                 |           | Reporte   | Mattuschka 14' (pen.) | Asistencia: 11.194 espectadores Árbitro(s): Christian Fischer | Asistencia: 11.194 espectadores Árbitro(s): Christian Fischer |

| 25 de septiembre de 2013, 20:30 | Darmstadt 98 | 1:3 (1:1) | Schalke 04                                  | Stadion am Böllenfalltor, Darmstadt                      |                                                          |
|                                 | Behrens 36'  | Reporte   | Farfán 35' (pen.) · Höwedes 58' · Meyer 86' | Asistencia: 17.000 espectadores Árbitro(s): Felix Zwayer | Asistencia: 17.000 espectadores Árbitro(s): Felix Zwayer |

| 25 de septiembre de 2013, 20:30 | Bayern Múnich                             | 4:1 (2:1) | Hannover 96 | Allianz Arena, Múnich                                    |                                                          |
|                                 | Müller 17' 64' · Pizarro 22' · Ribéry 78' | Reporte   | Konan 37'   | Asistencia: 66.000 espectadores Árbitro(s): Jochen Drees | Asistencia: 66.000 espectadores Árbitro(s): Jochen Drees |

| 25 de septiembre de 2013, 20:30 | Friburgo               | 2:1 (0:0) | VfB Stuttgart | Mage Solar Stadion, Friburgo                               |                                                            |
|                                 | Ginter 52' · Hanke 70' | Reporte   | Ibišević 87'  | Asistencia: 22.500 espectadores Árbitro(s): Wolfgang Stark | Asistencia: 22.500 espectadores Árbitro(s): Wolfgang Stark |

## Fase Final
|  | Octavos de final    | Octavos de final   |                     |   | Cuartos de final   | Cuartos de final   |  |  | Semifinales      | Semifinales      |  |  | Final      | Final      |
|  | 3 y 4 de diciembre  | 3 y 4 de diciembre |                     |   | 11 y 12 de febrero | 11 y 12 de febrero |  |  | 15 y 16 de abril | 15 y 16 de abril |  |  | 17 de mayo | 17 de mayo |
|  |                     |                    |                     |   |                    |                    |  |  |                  |                  |  |  |            |            |
|  |                     |                    |                     |   |                    |                    |  |  |                  |                  |  |  |            |            |
|  |                     |                    |                     |   |                    |                    |  |  |                  |                  |  |  |            |            |
|  | Eintracht Fráncfort | 4                  |                     |   |                    |                    |  |  |                  |                  |  |  |            |            |
|  | Eintracht Fráncfort | 4                  |                     |   |                    |                    |  |  |                  |                  |  |  |            |            |
|  | Sandhausen          | 2                  |                     |   |                    |                    |  |  |                  |                  |  |  |            |            |
|  | Sandhausen          | 2                  | Eintracht Fráncfort | 0 |                    |                    |  |  |                  |                  |  |  |            |            |
|  |                     |                    |                     | 0 |                    |                    |  |  |                  |                  |  |  |            |            |
|  |                     | Borussia Dortmund  | 1                   |   |                    |                    |  |  |                  |                  |  |  |            |            |
|  | Saarbrücken         | Borussia Dortmund  | 1                   | 0 |                    |                    |  |  |                  |                  |  |  |            |            |
|  | Saarbrücken         |                    |                     | 0 |                    |                    |  |  |                  |                  |  |  |            |            |
|  | Borussia Dortmund   | 2                  |                     |   |                    |                    |  |  |                  |                  |  |  |            |            |
|  | Borussia Dortmund   | 2                  | Borussia Dortmund   | 2 |                    |                    |  |  |                  |                  |  |  |            |            |
|  |                     |                    |                     | 2 |                    |                    |  |  |                  |                  |  |  |            |            |
|  |                     | Wolfsburgo         | 0                   |   |                    |                    |  |  |                  |                  |  |  |            |            |
|  | Schalke 04          | Wolfsburgo         | 0                   | 1 |                    |                    |  |  |                  |                  |  |  |            |            |
|  | Schalke 04          |                    |                     | 1 |                    |                    |  |  |                  |                  |  |  |            |            |
|  | Hoffenheim          | 3                  |                     |   |                    |                    |  |  |                  |                  |  |  |            |            |
|  | Hoffenheim          | 3                  | Hoffenheim          | 2 |                    |                    |  |  |                  |                  |  |  |            |            |
|  |                     |                    |                     | 2 |                    |                    |  |  |                  |                  |  |  |            |            |
|  |                     | Wolfsburgo         | 3                   |   |                    |                    |  |  |                  |                  |  |  |            |            |
|  | Wolfsburgo          | Wolfsburgo         | 3                   | 2 |                    |                    |  |  |                  |                  |  |  |            |            |
|  | Wolfsburgo          |                    |                     | 2 |                    |                    |  |  |                  |                  |  |  |            |            |
|  | Ingolstadt 04       | 1                  |                     |   |                    |                    |  |  |                  |                  |  |  |            |            |
|  | Ingolstadt 04       | 1                  | Borussia Dortmund   | 0 |                    |                    |  |  |                  |                  |  |  |            |            |
|  |                     |                    |                     | 0 |                    |                    |  |  |                  |                  |  |  |            |            |
|  |                     | Bayern Múnich      | 2                   |   |                    |                    |  |  |                  |                  |  |  |            |            |
|  | Hamburgo            | Bayern Múnich      | 2                   | 2 |                    |                    |  |  |                  |                  |  |  |            |            |
|  | Hamburgo            |                    |                     | 2 |                    |                    |  |  |                  |                  |  |  |            |            |
|  | Köln                | 1                  |                     |   |                    |                    |  |  |                  |                  |  |  |            |            |
|  | Köln                | 1                  | Hamburgo            | 0 |                    |                    |  |  |                  |                  |  |  |            |            |
|  |                     |                    |                     | 0 |                    |                    |  |  |                  |                  |  |  |            |            |
|  |                     | Bayern Múnich      | 5                   |   |                    |                    |  |  |                  |                  |  |  |            |            |
|  | Augsburgo           | Bayern Múnich      | 5                   | 0 |                    |                    |  |  |                  |                  |  |  |            |            |
|  | Augsburgo           |                    |                     | 0 |                    |                    |  |  |                  |                  |  |  |            |            |
|  | Bayern Múnich       | 2                  |                     |   |                    |                    |  |  |                  |                  |  |  |            |            |
|  | Bayern Múnich       | 2                  | Bayern Múnich       | 5 |                    |                    |  |  |                  |                  |  |  |            |            |
|  |                     |                    |                     | 5 |                    |                    |  |  |                  |                  |  |  |            |            |
|  |                     | Kaiserslautern     | 1                   |   |                    |                    |  |  |                  |                  |  |  |            |            |
|  | Friburgo            | Kaiserslautern     | 1                   | 1 |                    |                    |  |  |                  |                  |  |  |            |            |
|  | Friburgo            |                    |                     | 1 |                    |                    |  |  |                  |                  |  |  |            |            |
|  | Bayer Leverkusen    | 2                  |                     |   |                    |                    |  |  |                  |                  |  |  |            |            |
|  | Bayer Leverkusen    | 2                  | Bayer Leverkusen    | 0 |                    |                    |  |  |                  |                  |  |  |            |            |
|  |                     |                    |                     | 0 |                    |                    |  |  |                  |                  |  |  |            |            |
|  |                     | Kaiserslautern     | 1                   |   |                    |                    |  |  |                  |                  |  |  |            |            |
|  | Union Berlín        | Kaiserslautern     | 1                   | 0 |                    |                    |  |  |                  |                  |  |  |            |            |
|  | Union Berlín        |                    |                     | 0 |                    |                    |  |  |                  |                  |  |  |            |            |
|  | Kaiserslautern      | 3                  |                     |   |                    |                    |  |  |                  |                  |  |  |            |            |
|  | Kaiserslautern      | 3                  |                     |   |                    |                    |  |  |                  |                  |  |  |            |            |

## Octavos de final
Los cruces de equipos se sortearon el 29 de septiembre de 2013. Los partidos se disputaron el 3 y 4 de febrero.
| 3 de diciembre de 2013 | Union Berlín | 0:3 (0:1) | Kaiserslautern                      | Stadion An der Alten Försterei, Berlín                |                                                       |
|                        |              |           | Orban 18' · Zoller 45+1' · Gaus 83' | Asistencia: 21.717 espectadores Árbitro(s): P. Sippel | Asistencia: 21.717 espectadores Árbitro(s): P. Sippel |

| 3 de diciembre de 2013 | Hamburgo                   | 2:1 (1:0) | Köln           | Imtech Arena, Hamburgo                               |                                                      |
|                        | Beister 42' · Ilicevic 84' |           | Matuszczyk 54' | Asistencia: 57.000 espectadores Árbitro(s): F. Meyer | Asistencia: 57.000 espectadores Árbitro(s): F. Meyer |

| 4 de diciembre de 2013 | Schalke 04 | 1:3 (0:3) | Hoffenheim                               | Veltins-Arena, Gelsenkirchen                           |                                                        |
|                        | Farfán 67' |           | Herdling 21' · Volland 32' · Firmino 35' | Asistencia: 51.078 espectadores Árbitro(s): K. Kircher | Asistencia: 51.078 espectadores Árbitro(s): K. Kircher |

| 3 de diciembre de 2013 | Saarbrücken | 0:2 (0:1) | Borussia Dortmund          | Ludwigsparkstadion, Saarbrücken                      |                                                      |
|                        |             |           | Schieber 19' · Hofmann 49' | Asistencia: 30.930 espectadores Árbitro(s): M. Fritz | Asistencia: 30.930 espectadores Árbitro(s): M. Fritz |

| 4 de diciembre de 2013 | Friburgo   | 1:2 (1:1) | Bayer Leverkusen    | Mage Solar Stadion, Freiburg                            |                                                         |
|                        | Ginter 19' |           | Kruse 1' · Emre 77' | Asistencia: 16.400 espectadores Árbitro(s): T. Kinhöfer | Asistencia: 16.400 espectadores Árbitro(s): T. Kinhöfer |

| 4 de diciembre de 2013 | Wolfsburgo           | 2:1 (0:1) | Ingolstadt 04 | Volkswagen Arena, Wolfsburg                           |                                                       |
|                        | Naldo 66' · Olić 89' |           | Da Silva 17'  | Asistencia: 7.846 espectadores Árbitro(s): M. Schmidt | Asistencia: 7.846 espectadores Árbitro(s): M. Schmidt |

| 5 de diciembre de 2013 | Eintracht Fráncfort                      | 4:2 (1:0) | Sandhausen                   | Commerzbank-Arena, Frankfurt                           |                                                        |
|                        | Joselu 19' 49' (pen.) 90+2' · Kadlec 72' |           | Rode 64' (a.g.) · Tüting 66' | Asistencia: 18.200 espectadores Árbitro(s): B. Dankert | Asistencia: 18.200 espectadores Árbitro(s): B. Dankert |

| 5 de diciembre de 2013 | Augsburgo | 0:2 (0:1) | Bayern Múnich          | SGL arena, Augsburg                                   |                                                       |
|                        |           |           | Robben 4' · Müller 78' | Asistencia: 30.660 espectadores Árbitro(s): F. Swayer | Asistencia: 30.660 espectadores Árbitro(s): F. Swayer |

## Cuartos de final
Los cruces de equipos se sortearon el 8 de diciembre de 2013. Los partidos se disputaron el 11 y 12 de febrero.
| 11 de febrero de 2014 | Eintracht Fráncfort | 0:1 (0:0) | Borussia Dortmund | Commerzbank-Arena, Frankfurt |  |
|                       |                     |           | Aubameyang 83'    |                              |  |

| 12 de febrero de 2014 | Hoffenheim        | 2:3 (1:2) | Wolfsburgo                                        | Rhein-Neckar-Arena, Sinsheim |  |
|                       | Firmino 39' 90+1' |           | R. Rodríguez 26' (pen.) 44' (pen.) · Bas Dost 64' |                              |  |

| 12 de febrero de 2014 | Bayer Leverkusen | 0:1 (0:0) | Kaiserslautern | BayArena, Leverkusen |  |
|                       |                  |           | Jenssen 116'   |                      |  |

| 12 de febrero de 2014 | Hamburgo | 0:5 (0:2) | Bayern Múnich                                  | Imtech Arena, Hamburgo |  |
|                       |          |           | Mandžukić 22' 74' 76' · Dante 26' · Robben 54' |                        |  |

## Semifinal

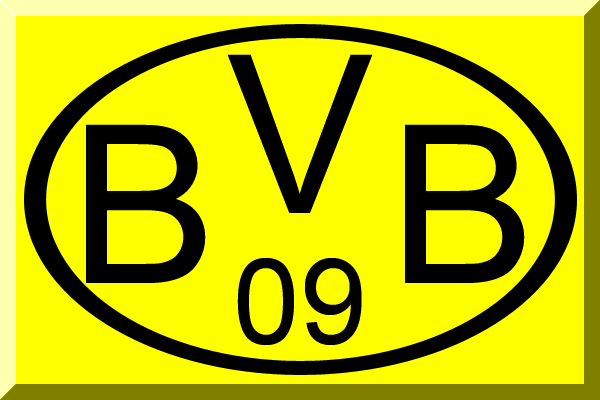
Esta fue la imagen que utilizaban los hinchas del Dortmund como fantasía.

Está programada para el 15 y 16 de abril.
| 15 de abril de 2014 | Borussia Dortmund                | 2:0 (2:0) | Wolfsburgo | Signal Iduna Park, Dortmund |  |
|                     | Mkhitaryan 13' · Lewandowski 43' |           |            |                             |  |

| 16 de abril de 2014 | Bayern Múnich                                                             | 5:1 (2:0) | Kaiserslautern | Allianz Arena, Múnich |  |
|                     | Schweinsteiger 23' · Kroos 32' · Müller 50' · Mandžukić 78' · Götze 90+1' |           | Zoller 60'     |                       |  |

## Final
| 1          | POR        | Roman Weidenfeller        |      |
| 26         | DEF        | Łukasz Piszczek           |      |
| 25         | DEF        | Sokratis Papastathopoulos |      |
| 15         | DEF        | Mats Hummels              |      |
| 29         | DEF        | Marcel Schmelzer          |      |
| 14         | MED        | Miloš Jojić               | 83'  |
| 18         | MED        | Nuri Şahin                |      |
| 10         | MED        | Henrikh Mkhitaryan        | 60'  |
| 11         | MED        | Marco Reus                |      |
| 19         | MED        | Kevin Großkreutz          | 110' |
| 9          | DEL        | Robert Lewandowski        |      |
| Entrenador | Entrenador | Jürgen Klopp              |      |

| 1          | POR        | Manuel Neuer    |      |
| 13         | DEF        | Rafinha         |      |
| 4          | DEF        | Dante           |      |
| 21         | DEF        | Philipp Lahm    | 31'  |
| 17         | DEF        | Jérôme Boateng  |      |
| 8          | MED        | Javi Martínez   |      |
| 34         | MED        | Pierre Højbjerg | 102' |
| 39         | MED        | Toni Kroos      |      |
| 11         | MED        | Arjen Robben    |      |
| 19         | DEL        | Mario Götze     |      |
| 25         | DEL        | Thomas Müller   |      |
| Entrenador | Entrenador | Josep Guardiola |      |

| 21 | MED | Oliver Kirch              | 60'  |
| 7  | MED | Jonas Hofmann             | 83'  |
| 17 | DEL | Pierre-Emerick Aubameyang | 110' |

| 7  | MED | Franck Ribéry     | 31' 109' |
| 5  | DEF | Daniel Van Buyten | 102'     |
| 14 | DEL | Claudio Pizarro   | 109'     |

|  |

| Anotado | 107'   | Arjen Robben  | 0-1 |
| Anotado | 120'+3 | Thomas Müller | 0-2 |

|  |

| Amonestado | 52'  | Toni Kroos        |
| Amonestado | 63'  | Pierre Højbjerg   |
| Amonestado | 67'  | Jérôme Boateng    |
| Amonestado | 115' | Daniel Van Buyten |
| Amonestado | 117' | Arjen Robben      |

|  |

|  |

| Árbitro             | Florian Meyer       |
| Árbitros asistentes | Frank Willenborg    |
| Árbitros asistentes | Christoph Bornhorst |
| Cuarto Árbitro      | Christian Dingert   |

| 1          | POR        | Roman Weidenfeller        |      |
| 26         | DEF        | Łukasz Piszczek           |      |
| 25         | DEF        | Sokratis Papastathopoulos |      |
| 15         | DEF        | Mats Hummels              |      |
| 29         | DEF        | Marcel Schmelzer          |      |
| 14         | MED        | Miloš Jojić               | 83'  |
| 18         | MED        | Nuri Şahin                |      |
| 10         | MED        | Henrikh Mkhitaryan        | 60'  |
| 11         | MED        | Marco Reus                |      |
| 19         | MED        | Kevin Großkreutz          | 110' |
| 9          | DEL        | Robert Lewandowski        |      |
| Entrenador | Entrenador | Jürgen Klopp              |      |

| 1          | POR        | Manuel Neuer    |      |
| 13         | DEF        | Rafinha         |      |
| 4          | DEF        | Dante           |      |
| 21         | DEF        | Philipp Lahm    | 31'  |
| 17         | DEF        | Jérôme Boateng  |      |
| 8          | MED        | Javi Martínez   |      |
| 34         | MED        | Pierre Højbjerg | 102' |
| 39         | MED        | Toni Kroos      |      |
| 11         | MED        | Arjen Robben    |      |
| 19         | DEL        | Mario Götze     |      |
| 25         | DEL        | Thomas Müller   |      |
| Entrenador | Entrenador | Josep Guardiola |      |

| 21 | MED | Oliver Kirch              | 60'  |
| 7  | MED | Jonas Hofmann             | 83'  |
| 17 | DEL | Pierre-Emerick Aubameyang | 110' |

| 7  | MED | Franck Ribéry     | 31' 109' |
| 5  | DEF | Daniel Van Buyten | 102'     |
| 14 | DEL | Claudio Pizarro   | 109'     |

|  |

| Anotado | 107'   | Arjen Robben  | 0-1 |
| Anotado | 120'+3 | Thomas Müller | 0-2 |

|  |

| Amonestado | 52'  | Toni Kroos        |
| Amonestado | 63'  | Pierre Højbjerg   |
| Amonestado | 67'  | Jérôme Boateng    |
| Amonestado | 115' | Daniel Van Buyten |
| Amonestado | 117' | Arjen Robben      |

|  |

|  |

| Árbitro             | Florian Meyer       |
| Árbitros asistentes | Frank Willenborg    |
| Árbitros asistentes | Christoph Bornhorst |
| Cuarto Árbitro      | Christian Dingert   |

| DFB Pokal Trophy                        |
|                                         |
| F. C. Bayern Múnich Campeón 17.° título |

## Goleadores
| Jugador                     | Equipo              | Goles |
| --------------------------- | ------------------- | ----- |
| Thomas Müller               | Bayern Múnich       | 7     |
| Ivica Olić                  | Wolfsburgo          | 4     |
| Roberto Firmino             | Hoffenheim          | 4     |
| Mario Mandžukić             | Bayern Múnich       | 4     |
| Matt Taylor                 | Preußen Münster     | 3     |
| Joselu                      | Eintracht Fráncfort | 3     |
| Claudio Pizarro             | Bayern Múnich       | 3     |
| Fuente: Kicker Sportmagazin |                     |       |